# Michel Durand
Pour les articles homonymes, voir Michel Durand (homonymie) et Durand.
Michel Durand, né le 6 novembre 1957 à Quimper, est un dessinateur de bande dessinée français. Il signe également sous le nom de Durandur.

## Biographie
Michel Durand passe par les Beaux-Arts de Quimper et d'Orléans.
Il commence sa carrière en 1979 chez Fluide Glacial. Il passera par Carabas sous le pseudonyme Durandur pour finir chez Glénat.
Il s'interroge sur la condition animale (notamment par l'album Espèce(s).), sur l'apport de l'art dans l'éveil des consciences et les limites de l'humanité.

## Œuvre

### Albums
- Une aventure de Cliff Burton, scénario de Rodolphe, Dargaud

3. Les Dormeurs de Fleetwood, dessins de Michel Durand, 1989  (ISBN 2-20503-649-1)
4. Les Poupées de sang, dessins de Michel Durand, 1989  (ISBN 2-20503-898-2)
5. Catman, dessins de Michel Durand, 1992  (ISBN 2-20504-043-X)
6. Pur-Sang, dessins de Michel Durand, 1993  (ISBN 2-20504-098-7)
7. Schizo, dessins de Michel Durand, 1994  (ISBN 2-20504-274-2)
8. Toutes folles de lui, dessins de Michel Durand, 1996  (ISBN 2-20504-459-1)
9. Fou d'elles, dessins de Michel Durand, 1998  (ISBN 2-20504-661-6)
- Cuervos, scénario de Richard Marazano, dessins de Michel Durand, Glénat, collection Grafica

1. Le Contrat[5], 2003  (ISBN 2-72344-122-9)
2. Sicaires de la Sainte Coke[6], 2004  (ISBN 2-72344-444-9)
3. L'Ange des Maudits[7], 2005  (ISBN 2-72344-723-5)
4. Requiem[8], 2006  (ISBN 2-72345-149-6)

- Destins, scénario de Frank Giroud, dessins de Michel Durand, Glénat, collection Grafica

1. Le Hold-up, 2010  (ISBN 978-2-72346-747-6)
14. Ellen, 2012  (ISBN 978-2-72346-765-0)
- Durandur, scénario et dessins de Michel Durand sous le nom de Durandur, Carabas, collection Révolution

1. Durandur encule tout le monde[9], 2005  (ISBN 2-35100-001-3)
2. Durandur s'excuse, 2006  (ISBN 2-35100-078-1)
3. Durandur… Ta Gueule !, 2007  (ISBN 978-2-35100-208-7)

- Émotion de censure, scénario et dessins de Michel Durand, Pictoris Studio, 1999  (ISBN 2-84153-114-7)
- Gilles Hamesh, privé (de tout) - Polar Extrême, scénario d'Alejandro Jodorowsky, dessins de Michel Durand sous le nom de Durandur, Les Humanoïdes Associés, 1995  (ISBN 2-73161-195-2)
- Le Griffon - Les Tranche-jarrets, scénario de Dieter et dessins de Michel Durand, Alpen Publishers, 1992  (ISBN 2-73160-993-1)
- La Menace d'Anubis, scénario de Jean-Louis Fonteneau, dessins de Michel Durand, Narratives, 2001  (ISBN 2-914656-00-9)
- Opération chisteras, scénario de René Durand, dessins de Michel Durand, Glénat, collection BD noire, 1985  (ISBN 2-72340-478-1)
- Tension sous les tropiques - L'hypertension artérielle, scénario de Jean-Louis Fonteneau, dessins de Michel Durand, Narratives, 2001  (ISBN 2-914656-01-7)
- Vampyres - Sable noir[10],

2. Tome 2, scénario de Philippe Thirault, Jean-Paul Krassinsky, Marc Védrines et Alcante, dessins de Guillem March, Michel Durand et Matteo, Dupuis, 2009  (ISBN 978-2-80014-099-5)
- Une si longue nuit, scénario de Jean-Louis Fonteneau, dessins de Michel Durand, Narratives, collection Pfizer, 2002  (ISBN 2-914656-04-1)
- Espèce(s)[11], Glénat, 2019
- Les travailleurs de la mer, par Michel Durand d'après l'oeuvre de Victor Hugo, Glénat, 2024 (EAN 9782344047033)[12]

## Récompenses
- Prix de la meilleure BD adaptable au cinéma et à la télévision 2006 pour Cuervos.